# Брумбридж (станция)
Брумбридж — железнодорожная станция, открытая 2 июля 1990 года и обеспечивающая транспортной связью Кабра — район Дублина. В отличие от большинства станций в Ирландии это небольшой необорудованный остановочный пункт.
Станция располагается на южном берегу Королевского канала к западу от закрытой станции Лиффи Джанкшен, входившей в состав бывшей Midland Great Western Railway. Название дано в честь расположенного рядом моста Брум Бридж, пересекающего канал, известного тем, что на нём математик Уильям Роуэн Гамильтон открыл кватернионы.

## Прошлое, настоящее и будущее
Со времени постройки станция постоянно подвергается вандализму, в связи с чем в Дойл Эрян постоянно приходят обращения. Iarnród Éireann планирует восстановить станцию Лиффи Джанкшен, как замену Брумбридж, в ходе восстановительных работ на ветке к вокзалу Бродстоун в соответствии с планом развития транспортной инфраструктуры Transport 21.

## Ссылки

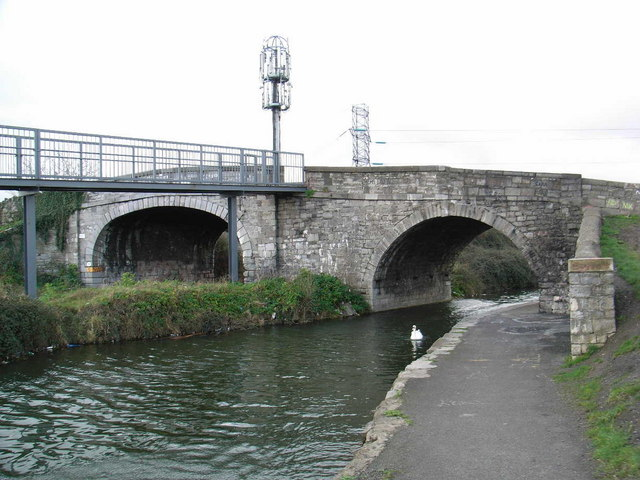
Мост Брум Бридж и спуск на станцию